# Richard Boyatzis
Richard Eleftherios Boyatzis (ur. 1946 r.) – amerykański naukowiec w dziedzinie teorii organizacji i zachowań oraz inteligencji emocjonalnej, profesor katedry badania zachowań organizacji, psychologii i kognitywistyki (nauk o poznaniu) na Case Western Reserve University w Cleveland, Ohio, USA.
Współpracował w latach 2001–2010 z ESADE Business School & Law, Wydział Zasobów Ludzkich, Barcelona, Hiszpania.
Współzałożyciel Consortium for Research on Emotional Intelligence in Organizations. Ośrodka badawczego, którego misją jest prowadzenie zaawansowanych badań w obszarze inteligencji emocjonalnej i społecznej w organizacji oraz wymiana wiedzy oraz praktyk w tej tematyce.
Członek Zarządu Ogrodu Botanicznego w Cleveland w latach 2006-2011.
Uważany jest za eksperta w dziedzinie inteligencji emocjonalnej, zmiany zachowań i kompetencji.
Współautor publikacji z zakresu przywództwa Primal Leadership(Harvard, 2002, z Annie McKee, Daniel Goleman), Resonant Leadership(Harvard, 2005 z Annie McKee), Becoming a Resonant Leader(Harvard, 2008 z Annie McKee, Frances Johnston).

## Życiorys
Boyatzis uzyskał licencjat na kierunku Aeronautyki i Astronautyki na Massachusetts Institute of Technology w 1968 roku, w 1970 roku uzyskał stopień magistra a w 1970 roku stopień doktora w obszarze psychologii społecznej na Uniwersytecie Harvarda], w roku 1973 stopień profesora tamże.
Boyatzis rozpoczął karierę zawodową pod koniec lat 60. XX wieku jako psycholog dla U.S. Department of Veterans Administration. Po trzech latach pracy jako analityk i konsultant w firmie zajmującej się badaniami rynku, został w roku 1976 dyrektorem w firmie konsultingowej McBer and Company, obecnie część Hay Group.
Zasiada we władzach MOOC (Masowy Otwarty Kurs Online) na platformie Coursera.

## Działalność naukowa
Źródło.
- Association for Psychological Science(inne języki)[16]: 2010 – nadal

- Association of Psychological Science: od 2011
- Committee Chair, MOOC: od 2013
- Committee Member, Brain Health Collaborative Executive Committee: od 2011

## Nagrody i wyróżnienia
- Most Influential International Thinker, HR Magazine. (2014)
- Distinguished University Professor, Case Western Reserve University. (2010)
- John Diekhoff Award for Graduate Student Teaching, Case Western Reserve University. (2007)
- Executive Education Teaching Award, Weatherhead School of Management[17]. (2003)
- David Bowers Faculty Service Award, Weatherhead Alumni Association. (2002)
- Research Award, Weatherhead School of Management[17]. (1999)
- Theodore M. Alfred Distinguished Service Award, Weatherhead School of Management[17]. (1996)

## Kompetencje Boyatzisa (1982)
Źródło.
Boyatzis wniósł znaczący wkład do teorii kompetencji w obszarze zarządzania zasobami ludzkimi zapoczątkował publikując pionierską pracę "The Competent Manager: A model for effective performance" (1982).
Definicja kompetencji została sformułowana jako odpowiedź na zmiany organizacyjne oraz zmiany w społeczeństwie. Praca ta wywarła istotny wpływ na teorie zarządzania zasobami ludzkimi, zapoczątkowała praktyczne wykorzystanie badań naukowych w obszarze oceny potencjału pracowników przez organizacje. Praca ta zainicjowała intensywny rozwój badań naukowych oraz organizacyjnych w tej dziedzinie. Modele kompetencyjne jako nowoczesne praktyki zarządzania rozwojem osobowym stały się narzędziem powszechnie stosowanym przez wiele organizacji. Behawioralne ramy kompetencji są wykorzystywane do wielu procesów zarządzania zasobami ludzkimi. Są one narzędziem oceny wykorzystywanym na etapie rekrutacji, oceny okresowej pracowników, w czasie oceny właściwości osobowych, które są niezbędne do właściwego wykonywania pracy na danym stanowisku. Model kompetencyjny stosuje się w programach rozwoju osobistego oraz zawodowego. Są one elementem assessment center i development center. Koncepcja kompetencji osobowych oparta jest na założeniu, że posiadane kompetencje pracownika (obok wymagań stanowiska pracy i uwarunkowań otoczenia) są jednym z najważniejszych czynników decydującym o efektywności pracy.
Zestaw kompetencji określonych przez Boyatzisa (1982) poprzez badania zwane critical incident to:
- Orientacja na efektywność: Koncentracja na celach, zadaniach i osiągnięciach. Wyznaczanie ambitnych celów i wspieranie odpowiedniego planowania. Ułatwianie pokonywania przeszkód. Zachęcanie ludzi do działania w sposób zorientowany na efekt.
- Wpływ: Demonstracja zainteresowania w oddziaływaniu, sile i jej symbolice. Wykorzystanie zachowań zorientowanych na oddziaływanie przy użyciu różnych metod oddziaływania, szukając pozycji władzy, etc.
- Proaktywność: Wykazywanie silnej wiary w indywidualną samokontrolę i samo motywujące działania. Działanie bez czekania na pełne umocowanie lub autoryzację. Przejmowanie odpowiedzialności za działania.
- Pewność siebie: Wiara w siebie, zaufanie do wartości i idei. Umiejętność podejmowania działania. Zaufanie do celowości podejmowanych działań. Przejawianie pewności siebie poprzez komunikowanie jej innym, wzbudzanie zaufania.
- Werbalna prezentacja umiejętności: Umiejętność dobrej komunikacji, stosowanie odpowiedniego języka, modulowanie wypowiedzi i mowa ciała. Wykorzystywanie symboli i metafor w słowach oraz postępowaniu. Właściwe wykorzystywanie pomocy wizualnych.
- Konceptualizacja: Stosowanie argumentacji indukcyjnej do identyfikacji wzorców i relacji. Umiejętność tworzenia modeli i symboli w celu przedstawienia i komunikowania ich koncepcji. Wykorzystuje syntetyczne i twórcze myślenie do rozwoju pomysłów i rozwiązań.
- Zastosowanie diagnostyczne koncepcji: Możliwość dedukcyjnej argumentacji celem wykorzystania jej do konwersji modeli i pomysłów w szczególnych przypadkach i możliwości. Koncepcje są włączone do narzędzi praktycznych i użytecznych.
- Wykorzystanie siły społecznej: Rozwój sieci społecznych (networking), integracja osób i ich mobilizowanie do osiągnięcia konkretnych celów. Umiejętność rozwiązywania konfliktów i jednoczenia ludzi.
- Zarządzanie procesami grupowymi: Budowanie wspólnot grupowych i ich tożsamości oraz tożsamości osób działających w ramach tych grup. Definiowanie wspólnych celów i zadań. Rozwój ról grupowych. Tworzenie sposobów współpracy i pracy zespołowej.

## Resonant Leadership
Boyatzis jest współautorem koncepcji tzw. resonant leadership; jest to energia zbiorowa, która oddziałuje wśród ludzi i wpływa na wyższą produktywność, kreatywność, poczucie jedności, poczucie celu i wyników. Pochodzi od naszej zdolności do korzystania z własnych systemów poznawczych i biologicznych do opanowania umiejętności samoświadomości, świadomości innych, empatii i inteligencji emocjonalnej. "Rezonansowi" liderzy używają emocjonalnych i społecznych umiejętności do własnego poznania, tworzenia pozytywnych relacji i wspierania zdrowego, witalnego środowiska do prowadzenia innych do wspólnego celu. Robią to poprzez uważność (mindfulness), nadzieję i empatię.

## Publikacje
- Boyatzis, R. E., Fogfuet, J. B., Marin, X. F., Truninger, M. (2015), EI Competencies as a Related but Different Characteristic than Frontiers in psychology.
- Amdurer, E., Boyatzis, R. E., Saatcioglu, A., Smith, M., Taylor, S. N. (2014). Longitudinal impact of emotional, social and cognitive intelligence competencies on career and life satisfaction and career success, Frontiers in Psychology.
- Boyatzis, R. E., Gaskin, J. E., Wei, H. (2014). Emotional and social intelligence and behavior (pp. 243-262).
- Mahon, E., Taylor, S. N., Boyatzis, R. E. (2014). Antecedents of organizational and job engagement: Exploring emotional and social intelligence as moderators, Frontiers in Psychology.
- Boyatzis, R. E. (2014). Possible contributions to Leadership and Management Development from Neuroscience (pp. 300-303). Academy of Management Learning and Education.
- Boyatzis, R. E., Khawaja, M. (2014). How Dr. Akhtar Hameed Khan led a change process that started a movement (pp. 284-306). Journal of Applied Behavior Sciences.
- Batista-Foguet, J. M., Revilla, M., Saris, W., Boyatzis, R. E., Serlavos, R. (2014). Reassessing the effect of survey characteristics on common method bias in emotional and social intelligences (vol. 21, pp. 596-607). Structural Equation Modeling.
- Boyatzis, R. E., Rochford, K., Jack, A. (2014). Anatgonistic neural networks underlying diferentiated leadership roles Frontiers in Human Neuroscience.
- Jack, A., Boyatzis, R. E., Khawaja, M., Passarelli, A., Leckie, R. (2013). Visioning in the brain: an fMRI study of inspirational coaching and mentoring (vol. 8, issue 4, pp. 369-384). Social Neuroscience.
- Boyatzis, R. E., Passarelli, A. M., Wei, H. (2013). A Study of developing emotional, social and cognitive competencies in 16 cohorts of an MBA program AOM Best Paper Proceedings.
- Boyatzis, R. E., Smith, M. L., Beveridge, A. J. (2013). Coaching with compassion: Inspiring health, well-being and development in organizations (vol. 49, issue 2, pp. 153-178). Journal of Applied Behavioral Science.
- Boyatzis, R. E., Smith, M. L., Van Oosten, E. B., Woolford, L. (2013). Developing resonant leaders through emotional intelligence, vision and coaching (vol. 42, pp. 17-24). Organizational Dynamics.
- Victoroff, K., Boyatzis, R. E. (2013). An examination of the relationship between emotional intelligence and dental student clinical performance (vol. 77, issue 4,
- pp. 416-426). Journal of Dental Education.
- Boyatzis, R. E., Smith, M. L., Van Oosten, E. B., Lauris, W. (2013). Developing Resonant Leaders through Emotional Intelligence, Vision and Coaching (vol. 42, pp. 17-24). Organizational Dynamics.
- Boyatzis, R. E., Massa, R., Good, D. (2012). Emotional, Social and Cognitive Intelligence and Personality as Predictors of Leadership Effectiveness. Journal of Leadership and Organizational Studies.
- Boyatzis, R. E., Passarelli, A., Koenig, K., Lowe, M., Matthew, B., Stoller, J., Phillips, M. (2012). Examinaton of neural substrates activated in experiences with resonant and dissonant leaders (vol. 23, issue 2, pp. 259-272). Leadership Quarterly.
- Emmerling, R., Boyatzis, R. E. (2012). Emotional and social intelligence competencies: cross cultural implications (vol. 19, issue 1, pp. 4-18).
- Boyatzis, R. E. (2011). Managerial and Leadership Competencies: A Behavioral Approach to emoitonal, social and cognitive inteligence (vol. 15, issue 2, pp. 91-100). New Delhi.
- Van Oosten, E. B., Boyatzis, R. E. (2011). In L.A. Berger and D.R. Berger (Ed.), Coaching for Sustained, Desired Change: Building Relationships and Talent (pp. 217-226). McGraw-Hill.
- Boyatzis, R. E., Brizz, T., Godwin, L. (2011). The Effect of Religious Leaders' Emotional and Social Intelligence on Improving Parish Vibrancy (pp. 192-206). Journal of Leadership and Organizational Studies.
- Boyatzis, R. E., Fambrough, M., Leonard, D., Rhee, K. (2011). In David Clelland and Bopaya Bidanda (Ed.), Emotional and social competencies of effective project managers (pp. 273-288). London: PMI Institute.
- Boyatzis, R. E., Smith, M. L., Van Oosten, E. B. (2010). Le coaching compatissant, allie de la sante et du renouveau (vol. 35, issue 3, pp. 41-46). Montreal: Gestion.
- Boyatzis, R. E., Jack, T., Cesaro, R., Khawaja, M., Passarelli, A. (2010). Coaching with compassion: An fMRI study of coaching to the positive and negative emotional attractor Academy of Management Proceedings.
- Van Oosten, E. B., Boyatzis, R. E., Smith, M. L. (2010). Coaching for Change (pp. 68-71). People Matters.
- Boyatzis, R. E., Kelner, S. (2010). In Oliver Schultheiss, Friedrich Alexander and Joachim Brunstein (Ed.), Competencies as a behavioral manifestation of implicit motives.
- Boyatzis, R. E., Soler, C. (2009). Leadership and emotional intelligence in family business (pp. 8-12). Mente Sana.
- Boyatzis, R. E. (2009). A Behavioral Approach to emotional intelligence (vol. 28, issue 9, pp. 749-770). Journal of Management Development.
- Boyatzis, R. E., Ratti, F. (2009). Emotional, social, and cognitive intelligence competencies distinguishing effective Itallian managers and leaders in a private company and cooperatives (vol. 28, issue 9, pp. 821-838). Journal of Management Development.
- Guillen, L., Saris, W., Boyatzis, R. E. (2009). The impact of emotional and social competencies on effectiveness of Spanish executives (vol. 28, issue 9, pp. 771-793). Journal of Management Development.
- Smith, M. L., Van Oosten, E. B., Boyatzis, R. E. (2009). In William Pasmore, Richard Woodman, Rami Shani (Ed.),
- Coaching for sustained desired change (vol. 17, pp. 145-174). Research in Organizational Development and Change.
- Batista, J. M., Saris, W., Boyatzis, R. E., Guillen, L., Serlavos, R. (2009). Effect of response scale on assessment of emotional intelligence competencies (vol. 46, issue 5-6, pp. 875-880). Journal of Personality and Individual Differences.
- Boyatzis, R. E. (2008). Leadership Development from a Complexity Perspective (vol. 60, issue 4, pp. 298-313). Consulting Psychology Journal.
- Boyatzis, R. E. (2008). In Steve Armstrong, Cynthia Fukami (Ed.), Developing emotional, social, and cognitive intelligence competencies in managers and leaders (pp. 439-455). LA, CA: Sage.
- Boyatzis, R. E. (2008). In Peter Doherty, Mari Kira & Rami Shami (Ed.), Creating Sustainable, Desired Change in Teams Through Application of Intentional Change and Complexity Theories (Edition 2 ed., pp. 103-116). London: Creating Sustainable Work Systems: Emerging Perspectives and Practices; Routledge Press.
- Goleman, D., Boyatzis, R. E. (2008). Social intelligence and the biology of leadership (vol. 86, issue 9, pp. 74-81). Boston, MA: Harvard Business Review.
- Boyatzis, R. E. (2008). In Neal Ashkanasy and Cary Cooper (Ed.), Emotional and Social Intelligence Competencies (pp. 226-244). London: Research Companion to Emotion in Organizations: Edward Elgar.
- Boyatzis, R. E., McKee, A., Johnson, F. (2008). In Mareio Raich, Simon Dolan (Ed.), Es desarrollo de grandes lideres para los proximos anos (pp. 228-231). Lima: TECSUP.
- Boyatzis, R. E., Saatcioglu, A. (2008). A Twenty Year View of Trying to Develop Emotional, Social and Cognitive Intelligence Competencies in Graduate Management Education (vol. 27, issue 3, pp. 92-108). Journal of Management Development.
- Boyatzis, R. E. (2008). Competencies in the 21st Century (vol. 27, issue 3, pp. 5-12). Journal of Management Development.
- McKee, A., Boyatzis, R. E., Johnston, F. (2008). Becoming a Resonant Leader: Develop Your Emotional Intelligence, Renew Your Relationships, Sustain Your Effectiveness, Boston: Harvard Business School Press.
- Boyatzis, R. E., Goleman, D. (2007). Emotional Competency Inventory (now the Emotional and Social Competency Inventory) Boston, MA: The Hay Group.
- Boyatzis, R. E. (2006). Using Tipping Points of Emotional Intelligence and Cognitive Competencies to predict Financial Performance of Leaders (vol. 18, pp. 124-131). Psicothema.
- Boyatzis, R. E., Bilimoria, D., Godwin, L., Hopkins, M., Lingham, T. (2006). In R. Gross, Y. Neria, R. Marshall, and E. Susser (Ed.), Mental Health in the Wake of Terrorist Attacks: Effective leadership in extreme crisis (pp. 197-214). New York: Cambridge University Press.
- Boyatzis, R. E., Smith, M., Blaize, N. (2006). Developing Sustainable Leaders Through Coaching and Compassion (vol. 5, issue 1, pp. 8-24). Academy of Management Journal on Learning and Education.
- Boyatzis, R. E. (2006). Intentional Change Theory from a Complexity Perspective (vol. 25, issue 7, pp. 607-623). Journal of Management Development.
- Boyatzis, R. E., Smith, M. L., Blaize, N. J. (2006). Developing Sustainable Leaders through Coaching and Compassion (pp. 8-24). Academy of Management Learning and Education.
- Boyatzis, R. E., McKee, A. (2005). Resonant Leadership: Renewing Yourself and Connecting with Others Through Mindfulness, Hope and Compassion Boston: Harvard Business School Press.
- Boyatzis, R. E., Sala, F. (2004). In Glenn Geher (Ed.), Assessing Emotional Intelligence Competencies (pp. 147-180). Hauppauge, NY: The Measurement of Emotional Intelligence; novas Science Publishers.
- Boyatzis, R. E., Goleman, D., McKee, A. (2002). Primal Leadership: Realizing the Power of Emotional Intelligence Boston: Harvard Business School Press.
- Boyatzis, R. E. (1998). Transforming Qualitative Information: Thematic Analysis and Code Development Thousand Oaks, CA: Sage Publications.
- Boyatzis, R. E., Cowen, S. S., Kolb, D. A. (1995). Innovations in Professional Education: Steps on a Journey from Teaching to Learning San Francisco, CA: Jossey-Bass.
- Boyatzis, R. E. (1990). Philosophical Orientation Questionnaire
- Boyatzis, R. E. (1982). The Competent Manager: A Model for Effective Performance, New York: John Wiley and Sons.
- Petersen, R., Lissemore, F., Aggarwal, N., Boyatzis, R. E., Appley, B., Cassadeus, G., Jack, A., Perry, G., Safar, J., Saratojvic, M., Surewich, W., Wang, Y., Whitehouse, P., Lerner, A. From Neurodegeneration to Brain Health: an integrated approach Journal of Alzheimer's Disease.